# Calcio Lecco 2009-2010
Questa voce raccoglie le informazioni riguardanti il Calcio Lecco nelle competizioni ufficiali della stagione 2009-2010.

## Stagione
In vista della nuova stagione 2009-2010, il Lecco ha assunto Oscar Magoni come allenatore. Il 21 dicembre 2009, è stato però esonerato in seguito ad una striscia di risultati negativi, culminati con la sconfitta di Pagani (1-0) nella prima giornata del girone di ritorno. Nicola Tarroni viene nominato nuovo tecnico dal 22 dicembre 2009, lasciando così la guida della formazione Berretti dello stesso club bluceleste. Il 17 marzo 2010, però anche Tarroni rassegna a sua volta le proprie dimissioni, al suo posto viene richiamato Oscar Magoni. Poi il 5 maggio anche Magoni lascia definitivamente l'incarico a Gabriele Ratti, che è il tecnico scelto per chiudere la difficile e amara stagione. Di fatto il Lecco, nonostante i tanti cambi di allenatore, non è riuscito ad invertire la tendenza negativa e si è trovato costretto a chiudere il campionato all'ultimo posto in classifica con 31 punti, a due punti dai Play-out, retrocedendo così in Seconda Divisione. Nella Coppa Italia di Lega Pro i lariani hanno disputato il girone B di qualificazione, che ha promosso il Rodengo Saiano.

## Divise e sponsor
La divisa casalinga era composta da una maglietta a strisce azzurre e blu, con pantaloncini e calzettoni blu. Quella da trasferta era invece granata, con una striscia verticale sulla maglietta azzurra e blu.
| Casa | Trasferta |

## Rosa
| N. |                    | Ruolo | Calciatore          |
| -- | ------------------ | ----- | ------------------- |
|    | Italia (bandiera)  | P     | Marco Andreoletti   |
|    | Italia (bandiera)  | P     | Mauro Boerchio      |
|    | Italia (bandiera)  | P     | Federico Orlandi    |
|    | Italia (bandiera)  | P     | Andrea Pansera      |
|    | Italia (bandiera)  | D     | Giovanni Bartolucci |
|    | Italia (bandiera)  | D     | Samuele Buda        |
|    | Italia (bandiera)  | D     | Mario D'Urso        |
|    | Italia (bandiera)  | D     | Andrea Galeotti     |
|    | Italia (bandiera)  | D     | Davide Mandorlini   |
|    | Italia (bandiera)  | D     | Luca Martinelli     |
|    | Brasile (bandiera) | D     | David Enrique Mateo |
|    | Italia (bandiera)  | D     | Cosimo Palumbo      |
|    | Italia (bandiera)  | D     | Marco Pedotti       |
|    | Italia (bandiera)  | D     | Marco Villagatti    |
|    | Italia (bandiera)  | C     | Mattia Altobelli    |
|    | Italia (bandiera)  | C     | Enrico Antonioni    |
|    | Italia (bandiera)  | C     | Andrea Arrigoni     |

| N. |                     | Ruolo | Calciatore          |
| -- | ------------------- | ----- | ------------------- |
|    | Italia (bandiera)   | C     | Roberto Bischeri    |
|    | Italia (bandiera)   | C     | Stefano Brognoli    |
|    | Italia (bandiera)   | C     | Federico Ciasca     |
|    | Italia (bandiera)   | C     | Nicola Corrent      |
|    | Italia (bandiera)   | C     | Thomas Cortese      |
|    | Italia (bandiera)   | C     | Nicolò Galli        |
|    | Italia (bandiera)   | C     | Ettore Guglieri     |
|    | Italia (bandiera)   | C     | Pasquale Maiorino   |
|    | Italia (bandiera)   | C     | Marco Mancinelli    |
|    | Italia (bandiera)   | C     | Martino Rapella     |
|    | Italia (bandiera)   | A     | Camillo Ciano       |
|    | Italia (bandiera)   | A     | Luca Giannone       |
|    | Italia (bandiera)   | A     | Michele Marconi     |
|    | Italia (bandiera)   | A     | Giorgio Parodi      |
|    | Italia (bandiera)   | A     | Marco Sau           |
|    | Norvegia (bandiera) | A     | Alexander Søderlund |
|    | Italia (bandiera)   | A     | Marco Veronese      |

## Calciomercato

### Sessione estiva(dal 01/07 al 31/08)
| Arrivi | Arrivi              | Arrivi       | Arrivi        |
| R.     | Nome                | da           | Modalità      |
| ------ | ------------------- | ------------ | ------------- |
| P      | Mauro Boerchio      | Bari         | prestito      |
| P      | Andrea Pansera      | Sestese      | definitivo    |
| D      | Giovanni Bartolucci | Siena        | prestito      |
| D      | Giampaolo Calzi     | Ravenna      | prestito      |
| D      | Thomas Cortese      | Pistoiese    | definitivo    |
| D      | Mario D'Urso        | Napoli       | definitivo    |
| D      | Cosimo Palumbo      | Napoli       | prestito      |
| C      | Mattia Altobelli    | Pro Vercelli | fine prestito |
| C      | Andrea Arrigoni     | Atalanta     | prestito      |
| C      | Stefano Brognoli    | Renate       | definitivo    |
| C      | Luca Giannone       | Napoli       | prestito      |
| C      | Pasquale Maiorino   | Vicenza      | prestito      |
| C      | Marco Mancinelli    | Verona       | definitivo    |
| A      | Camillo Ciano       | Napoli       | prestito      |
| A      | Luca Martinelli     | Mezzocorona  | fine prestito |
| A      | Giorgio Parodi      | Genoa        | prestito      |
| A      | Marco Sau           | Cagliari     | prestito      |
| A      | Marco Veronese      | svincolato   |               |

| Partenze | Partenze            | Partenze   | Partenze      |
| R.       | Nome                | a          | Modalità      |
| -------- | ------------------- | ---------- | ------------- |
| P        | Matteo Andreoletti  | Atalanta   | fine prestito |
| P        | Massimo Zappino     | Taranto    | definitivo    |
| D        | Daniele Corti       | Varese     | definitivo    |
| D        | Dario D'Ambrosio    | Triestina  | definitivo    |
| D        | Edevaldo Grimaldi   | Paganese   | definitivo    |
| C        | Andrea Bernini      | svincolato |               |
| C        | Alessandro Gherardi | Pergocrema | definitivo    |
| C        | Mattia Mazzetti     | Massese    | definitivo    |
| C        | Giovanni Piccirillo | Olginatese | definitivo    |
| C        | Dino Sangiovanni    | Pro Sesto  | definitivo    |
| A        | Fabio Alteri        | svincolato |               |
| A        | Daniel Carrara      | svincolato |               |
| A        | Adriano Montalto    | svincolato |               |
| A        | Cristian Romanelli  | Cassino    | definitivo    |
| A        | John Sangi          | svincolato |               |

### Sessione invernale(dal 01/01 al 31/01)
| Arrivi | Arrivi              | Arrivi     | Arrivi     |
| R.     | Nome                | da         | Modalità   |
| ------ | ------------------- | ---------- | ---------- |
| P      | Matteo Andreoletti  | Atalanta   | prestito   |
| D      | Davide Mandorlini   | Gallipoli  | definitivo |
| D      | Marco Pedotti       | Crotone    | definitivo |
| C      | Roberto Bischeri    | Spezia     | definitivo |
| C      | Federico Ciasca     | Brescia    | definitivo |
| C      | Nicola Corrent      | Verona     | definitivo |
| A      | Michele Marconi     | Atalanta   | prestito   |
| A      | Alexander Søderlund | svincolato |            |

| Partenze | Partenze          | Partenze        | Partenze      |
| R.       | Nome              | a               | Modalità      |
| -------- | ----------------- | --------------- | ------------- |
| P        | Mauro Boerchio    | Bari            | fine prestito |
| D        | Mario D'Urso      | Aversa Normanna | definitivo    |
| D        | Andrea Galeotti   | Gallipoli       | definitivo    |
| D        | Cosimo Palumbo    | Napoli          | fine prestito |
| C        | Mattia Altobelli  |                 | svincolato    |
| C        | Roberto Bischeri  |                 | svincolato    |
| C        | Stefano Brognoli  | Rodengo Saiano  | definitivo    |
| C        | Pasquale Maiorino | Vicenza         | fine prestito |

## Risultati

### Prima Divisione girone A

#### Girone di andata
| Arbitro: | Sguizzato (Verona) |

|                        |           |             |
| Veronese 45+1’ Sau 62’ | Marcatori | 43’ Tortori |

| Arbitro: | Zanichelli (Genova) |

|                            |           |              |
| Clemente 66’ La Camera 76’ | Marcatori | 83’ Veronese |

| Arbitro: | Merlino (Udine) |

|                |           |                           |
| Bartolucci 57’ | Marcatori | 41’ L. Scaglia 77’ Lauria |

| Arbitro: | Santonocito (Abbiategrasso) |

|                                      |           |               |
| Nizzetto 6’ Fietta 36’ Zanchetta 39’ | Marcatori | 11’, 34’ Buda |

| Arbitro: | De Faveri (San Donà di Piave) |

|  |           |                       |
|  | Marcatori | 56’ Corrent 78’ Ciano |

| Arbitro: | De Benedictis (Bari) |

|             |           |                |
| Corrent 87’ | Marcatori | 20’ Giacomelli |

| Arbitro: | Cervellera (Taranto) |

|                  |           |  |
| R. Maniero 90+3’ | Marcatori |  |

| Arbitro: | Di Ciommo (Venosa) |

|           |           |  |
| Mateo 26’ | Marcatori |  |

| Arbitro: | Intagliata (Siracusa) |

|                            |           |               |
| Ciano 14’, 56’ Corrent 32’ | Marcatori | 52’ Rodriguez |

| Arbitro: | Aureliano (Bologna) |

|                              |           |                             |
| Chiesa 55’ (rig.) Redomi 72’ | Marcatori | 36’ Bartolucci 71’ Arrigoni |

| Lecco 1º novembre 2009 11ª giornata | Lecco              | 0 – 0 | Monza | Stadio Rigamonti-Ceppi\| Arbitro: \| Ceccarelli (Terni) \| |
| Arbitro:                            | Ceccarelli (Terni) |       |       |                                                            |

| Arbitro: | Affinito (Frattamaggiore) |

|                            |           |  |
| Motta 21’, 31’ Bertani 41’ | Marcatori |  |

| Arbitro: | Mangialardi (Pistoia) |

|                   |           |             |
| Sau 31’ Ciano 83’ | Marcatori | 73’ Le Noci |

| Arbitro: | Coccia (San Benedetto del Tronto) |

|                          |           |         |
| Pagani 22’ Martini 90+2’ | Marcatori | 77’ Sau |

| Lecco 29 novembre 2009 15ª giornata | Lecco            | 0 – 0 | Viareggio | Stadio Rigamonti-Ceppi\| Arbitro: \| Bergher (Rovigo) \| |
| Arbitro:                            | Bergher (Rovigo) |       |           |                                                          |

| Arbitro: | Pagano (Torre Annunziata) |

|                |           |  |
| Dos Santos 79’ | Marcatori |  |

| Arbitro: | Baratta (Salerno) |

|  |           |               |
|  | Marcatori | 80’ Cozzolino |

#### Girone di ritorno
| Arbitro: | Tidona (Torino) |

|              |           |  |
| Memushaj 22’ | Marcatori |  |

| Arbitro: | Cervellera (Taranto) |

|         |           |                            |
| Sau 41’ | Marcatori | 43’ Evacuo 69’ L. Castaldo |

| Arbitro: | Peretti (Verona) |

|                    |           |  |
| Emerson 80’ (rig.) | Marcatori |  |

| Arbitro: | Barbeno (Brescia) |

|                        |           |                                |
| Arrigoni 28’ Ciano 77’ | Marcatori | 30’ Al. Bianchi 37’ Varricchio |

| Arbitro: | Borriello (Mantova) |

|                  |           |  |
| Marconi 21’, 87’ | Marcatori |  |

| Arbitro: | Scoricaro (Barletta) |

|                     |           |                               |
| Giacomelli 58’, 73’ | Marcatori | 45’ Corrent 66’, 77’ N. Galli |

| Arbitro: | Giacomelli (Trieste) |

|  |           |           |
|  | Marcatori | 44’ Erpen |

| Arbitro: | Abbattista (Molfetta) |

|                                            |           |  |
| Carlini 33’, 53’ Paulinho 43’ Nicodemo 55’ | Marcatori |  |

| Arbitro: | Mangialardi (Pistoia) |

|                   |           |                |
| Signorini 3’, 53’ | Marcatori | 29’ Villagatti |

| Arbitro: | Operato (Isernia) |

|                              |           |                           |
| Calzi 19’ Corrent 77’ (rig.) | Marcatori | 59’ Mugnaini 66’ Frediani |

| Arbitro: | Fabbri (Ravenna) |

|                           |           |                |
| Iacopino 14’ N. Russo 18’ | Marcatori | 63’ Villagatti |

| Arbitro: | Pasqua (Tivoli) |

|           |           |            |
| Ciano 54’ | Marcatori | 51’ Rubini |

| Arbitro: | Di Francesco (Teramo) |

|                                                   |           |  |
| Ghidotti 17’ Le Noci 26’ (rig.) Gherardi 57’, 64’ | Marcatori |  |

| Arbitro: | Barbeno (Brescia) |

|               |           |  |
| Antonioni 78’ | Marcatori |  |

| Arbitro: | Carbone (Napoli) |

|                                |           |                       |
| Eusepi 23’, 37’, 45’ Pizza 77’ | Marcatori | 27’, 65’ (rig.) Ciano |

| Arbitro: | Merchiori (Ferrara) |

|  |           |                        |
|  | Marcatori | 43’ Ebagua 58’ Zecchin |

| Arbitro: | Ruini (Reggio Emilia) |

|                            |           |  |
| Cozzolino 61’ Kalambay 76’ | Marcatori |  |

### Coppa Italia
| Arbitro: | Pairetto (Nichelino) |

|              |           |                |
| Fumarolo 59’ | Marcatori | 64’ (rig.) Sau |

| Arbitro: | M. Russo (Milano) |

|           |           |                                |
| Ciano 78’ | Marcatori | 66’ (rig.) D'Onofrio 69’ Bisso |

| Arbitro: | Bellutti (Trento) |

|                         |           |  |
| Dal Bosco 30’ Baido 77’ | Marcatori |  |

| Arbitro: | Santonocito (Abbiategrasso) |

|                                               |           |                                   |
| Giannone 20’, 33’ Ciano 60’, 89’ Parodi 90+2’ | Marcatori | 5’, 45+1’ B. Carbone 49’ Cattaneo |

| 26 agosto 2009 5ª giornata |  | – Turno di riposo Lecco |  |  |